# Farciment

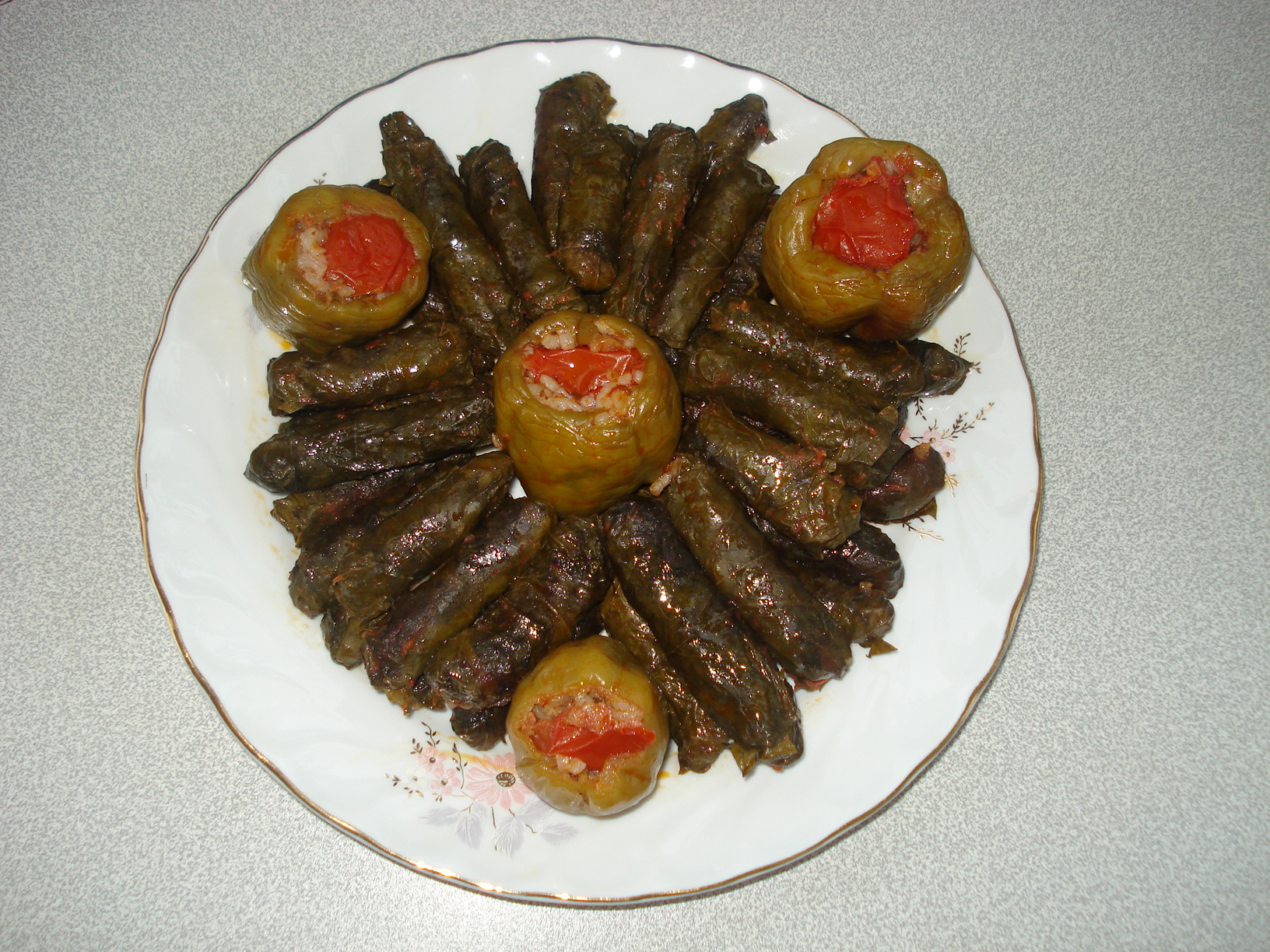
dolmes (hortalissa farcida d'arròs) i farcellets de fulla de vinya

Un farciment, farcit o farcida és, en gastronomia, una barreja d'ingredients amb els quals s'omple atapeïdament un aliment (una verdura, un peix, una au…). En la gastronomia dels Països Catalans, típicament, es considera més ric que el mateix ingredient principal. Es pot fer amb carn picada, botifarra o peix esqueixat, aromatitzats amb altres productes, per exemple cansalada trinxada, fruita seca o dessecada, all, julivert, etc. El farciment no és una preparació final sinó que es fa servir per farcir. Alguns el defineixen com a barreja d'aliments crus o cuits, trinxats de forma més o menys fina i condimentats, però la definició i descripció pot variar segons el tipus de cuina i del país, ja que pot diferir en cada cultura.

## Variacions
Als Països Catalans, el farciment es fa servir típicament, per exemple, pels canelons, les albergínies farcides, el pollastre o gall dindi de Nadal, la sèpia farcida de carn o de peix, els farcellets de col o altres coses, etc. El cuscussó, a més d'unes postres, és un farciment típic a Menorca.
A la cuina internacional és present, per exemple, als ravioli, les popietes, etc. En algunes cultures -per exemple, anglosaxones- es considera només de carn, sense el peix. En d'altres, les farses serveixen per omplir els ingredients, no amb la idea d'enriquir-los sinó al contrari, d'allargar-los amb elements més econòmics, com per exemple arròs.
També es poden fer dobles farcits, és a dir una cosa farcida d'altra que també ha estat farcida, i fins i tot triple i més. Un cuiner britànic, Hugh Fearnley-Whittingstall, va proposar com a plat de Nadal, l'any 2005, un plat consistent a una au farcida així amb altres ocells, un diferent a cada "capa", fins a arribar a deu. Consta d'un gall dindi gran, farcit d'oca, farcida amb un ànec, després un ànec collverd, una pintada, un pollastre, un faisà, una perdiu, un tudó i una becada. A més inclou una farsa de botifarra i cansalada. L'àpat és de trenta racions.

## Etimologia del mot
El terme farciment, del llatí farcire, farcir, en català es fa servir almenys des de l'edat mitjana i ja està documentat per escrit l'any 1375, i ressenyat en nombroses receptes a partir del segle xiv, per exemple en el Llibre de Sent Soví. També apareix, per exemple, en l'Spill (segle xv). En algunes comarques catalanes, però, en el segle xix apareix el castellanisme relleno (per exemple, en La cuynera catalana), que conviu amb farciment; i en el segle XX a vegades s'ha usat també, erròniament, el castellanisme farsa, que és un gal·licisme del mot francès farce.
En la llengua catalana existeix l'expressió "pujar més el farciment que el gall" que s'usa quan l'accessori és més costós, en diners, temps o esforç, que el principal. Una expressió semblant és "val més la salsa que els caragols".

## Història
L'origen és incert, tot i que se sap que és molt antic. El document escrit més antic on està documentada és el receptari De re coquinaria, d'Apici, a l'època de l'antiga Roma. Aquest escrit conté receptes de pollastre, llebre, porc i liró farcits. La majoria de farses descrites són a base de verdura, fruita seca, escanda, fines herbes, espècies i altres condiments i aromatitzadors, en especial vísceres (fetge, cervellets, etc.) picolades.
Aquesta tècnica era molt preuada en la cuina medieval burgesa i de la cort, i la més fastuosa es considerava que era quan un animal era farcit amb un altre. Això no era una novetat, ja existia en l'època clàssica a Europa. Per exemple, en un receptari anònim del segle xiii d'Al-Àndalus hom pot trobar una recepta de xai farcit amb ocells, com coloms i pollastres. En català, és molt pressent en els manuals de cuina del segle xiv, com per exemple al Llibre de Sent Soví, on apareixen receptes com la girella (ventre de moltó o de cabrit) del Pallars Jussà, el Pallars Sobirà i la Ribagorça, i d'altres: capons e guallines, com se ffercex cabrit, espatle de moltó, porcel, etc.
La tècnica del farciment no es va deixar d'usar sinó al contrari; als Països Catalans amb el temps s'ha anat estenent a altres productes i altres capes socials i moments. Per exemple, al segle xviii hi ha el receptari del mallorquí Jaume Martí i Oliver, que no només ressenya el porc o el gall farcit sinó també els carabassons, els calamars i els caragols, per exemple. A Menorca, el frare Francesc Roger també menciona farcits en el seu llibre i, a Catalunya, es farceixen almenys carabasses, cebes, enciams, albergínies i escaroles, amb el mateix farciment segons la recepta del frare Sever d'Olot, però a més en recull d'altres amb conill. Francesc del Santíssim Sagrament en recull una de calamars farcits, etc.
Al segle xix, i sobretot amb la Renaixença, hi ha profusió de reculls de receptes catalanes, començant per La cuynera catalana, on es poden trobar, per exemple, pollastre, hortalisses (ceba, carbassó, carxofa, etc.) i fruites (préssec, pera, etc.) farcides bé de carn o bé d'una barreja d'ou, melindros, pa ratllat, panses, pinyons i espècies per als "dies de peix" (quaresma).
Moltes d'aquestes receptes encara es fan quotidianament al segle XX i XXI, és el cas dels calamars farcits (de carn, de peix, de sobrassada, etc.), de les carxofes, carabassons i albergínies farcits, dels musclos i petxines farcits (i després fregits o gratinats amb pa ratllat), les pomes i peres farcides amb carn al Ripollès, Maresme i l'Empordà, el pollastre, capó o gall dindi farcit de Nadal, etc. En algunes comarques les coques tapades es consideren, i fins i tot es diuen, coques farcides o fassides. I a més els robiols, panades, etc.

## Galeria d'imatges

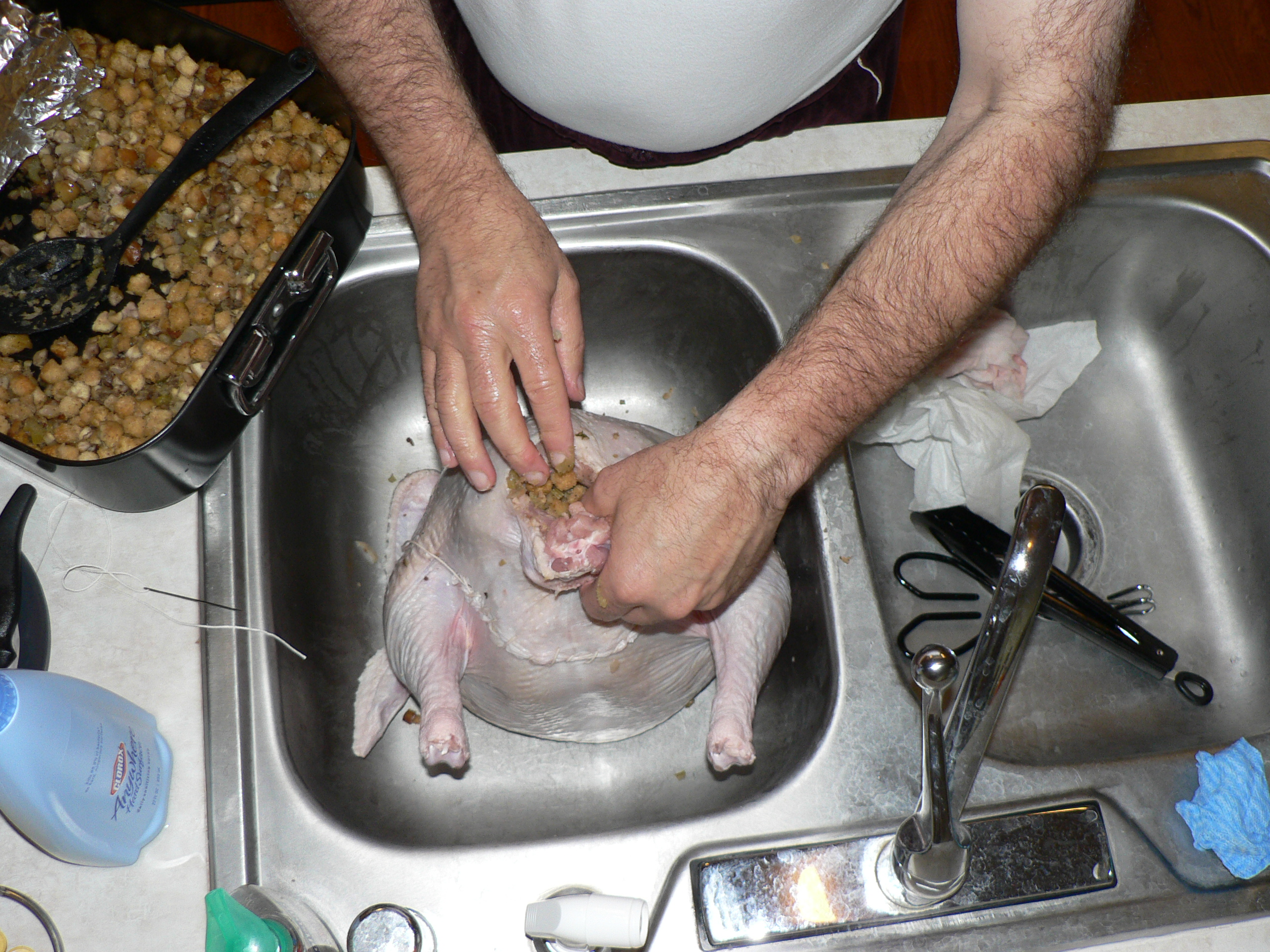
Farciment d'un gall dindi
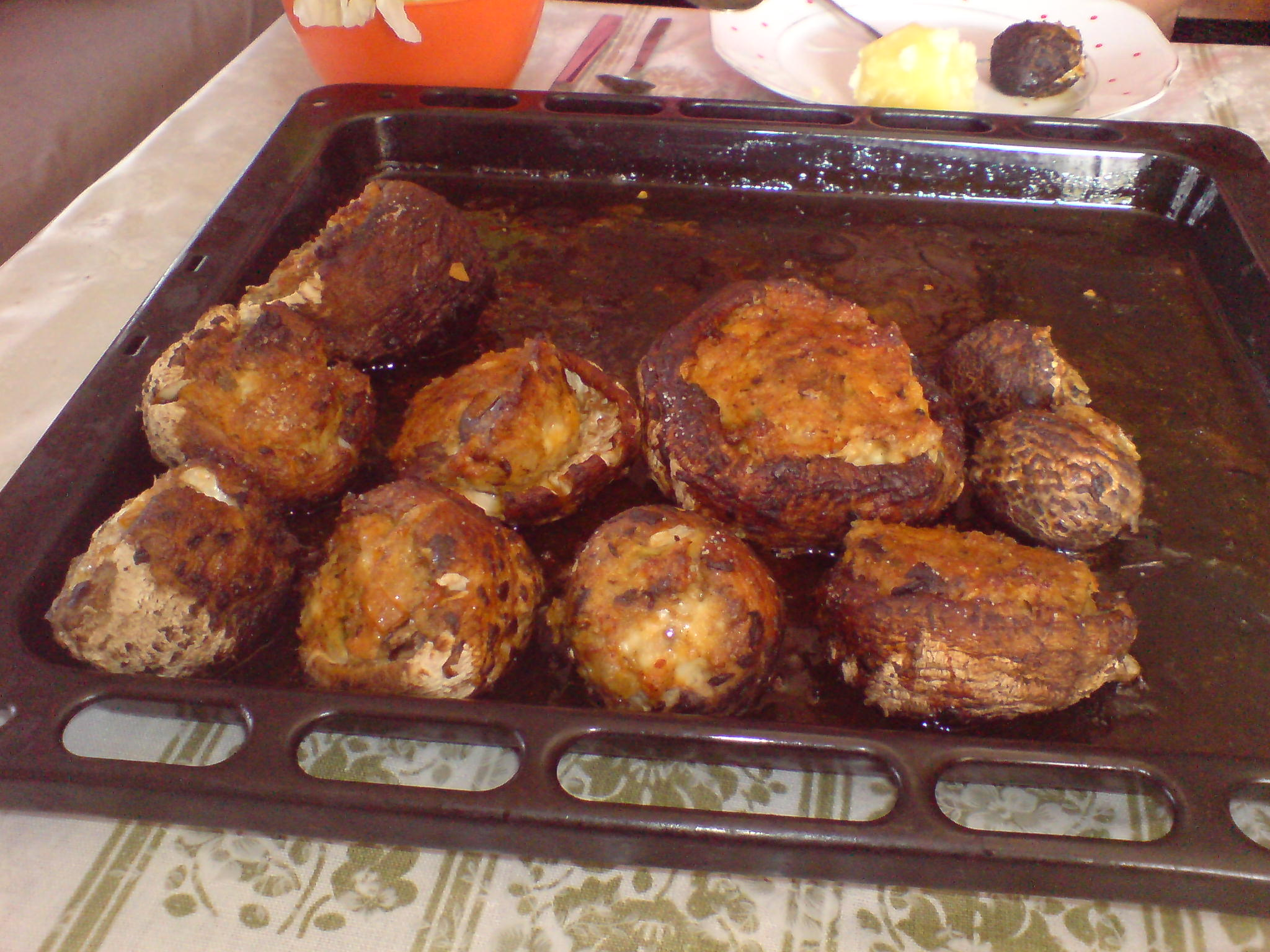
Bolets farcits
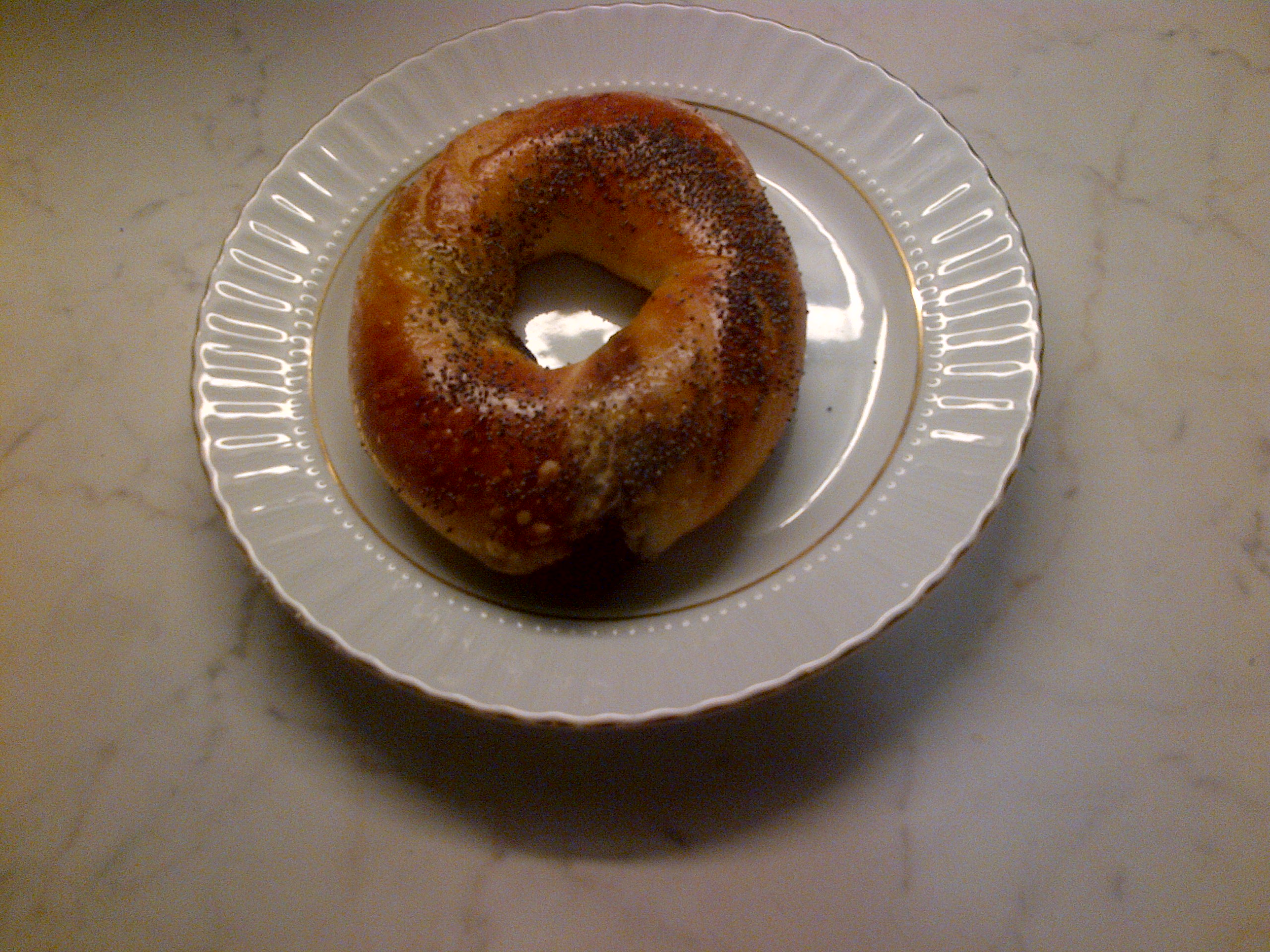
Zeytinli açma, pa turc farcida amb olives negres moltes
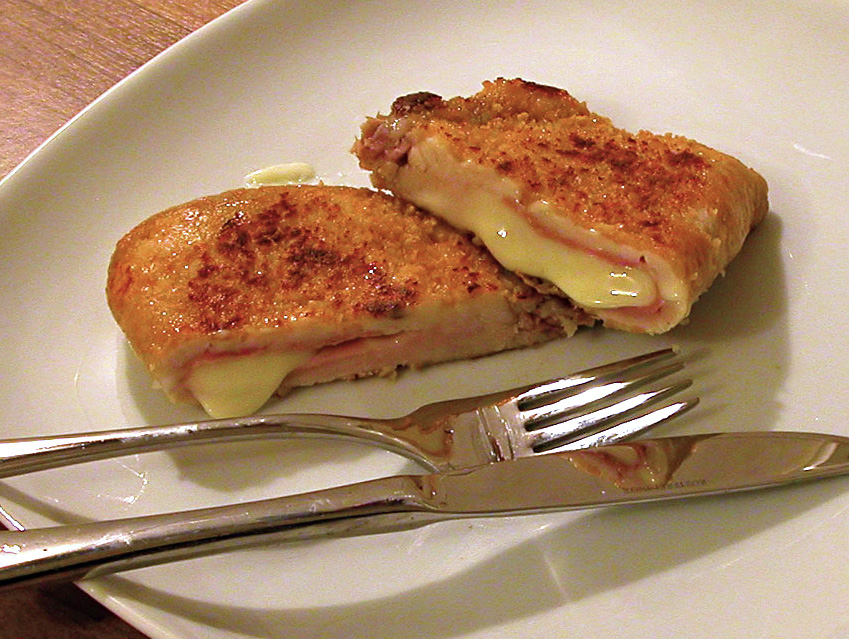
Es pot considerar que els llibrets de llom són carn farcida de formatge i pernil, sobrassada, etc.
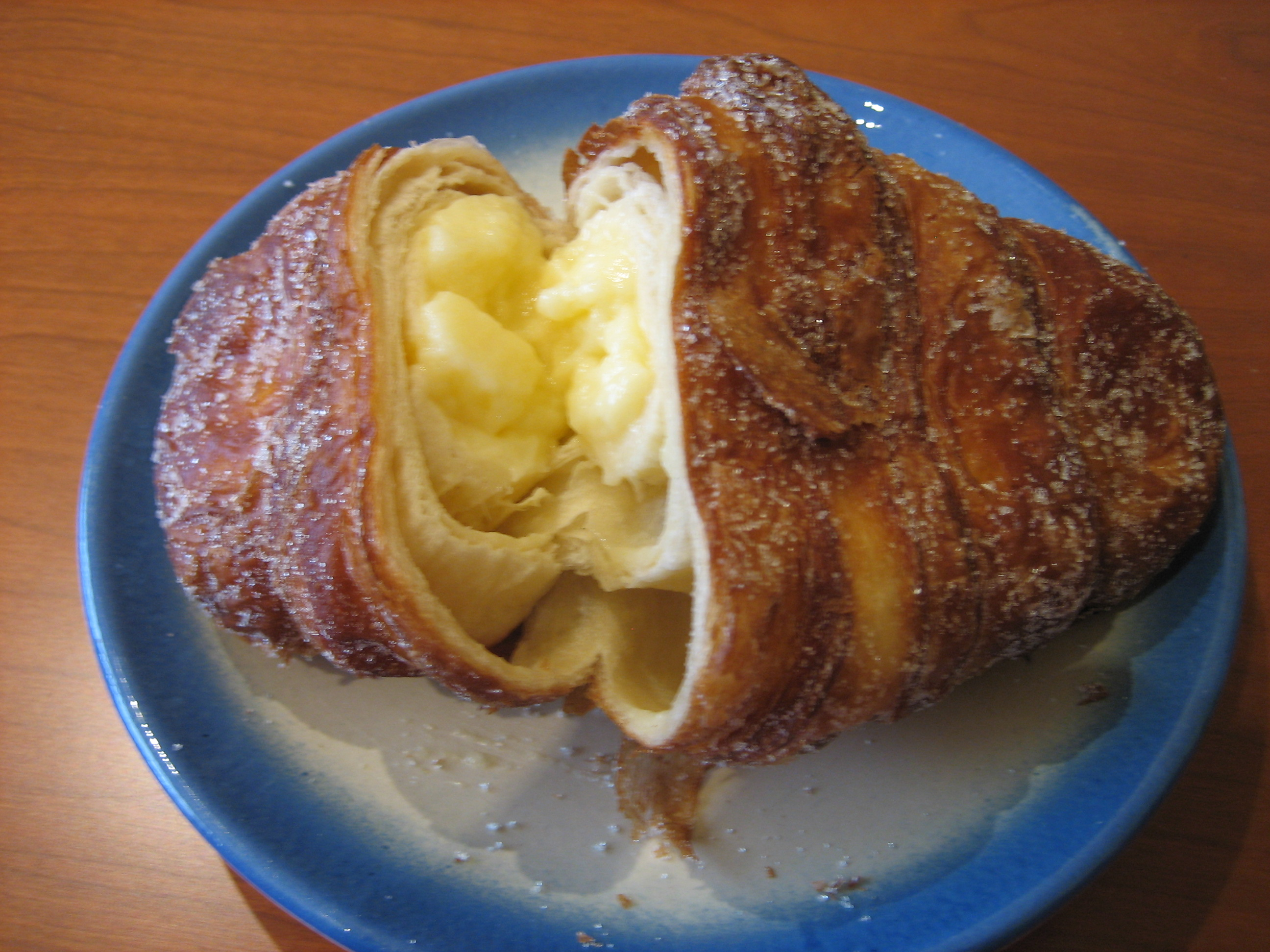
Xuixo farcit de crema
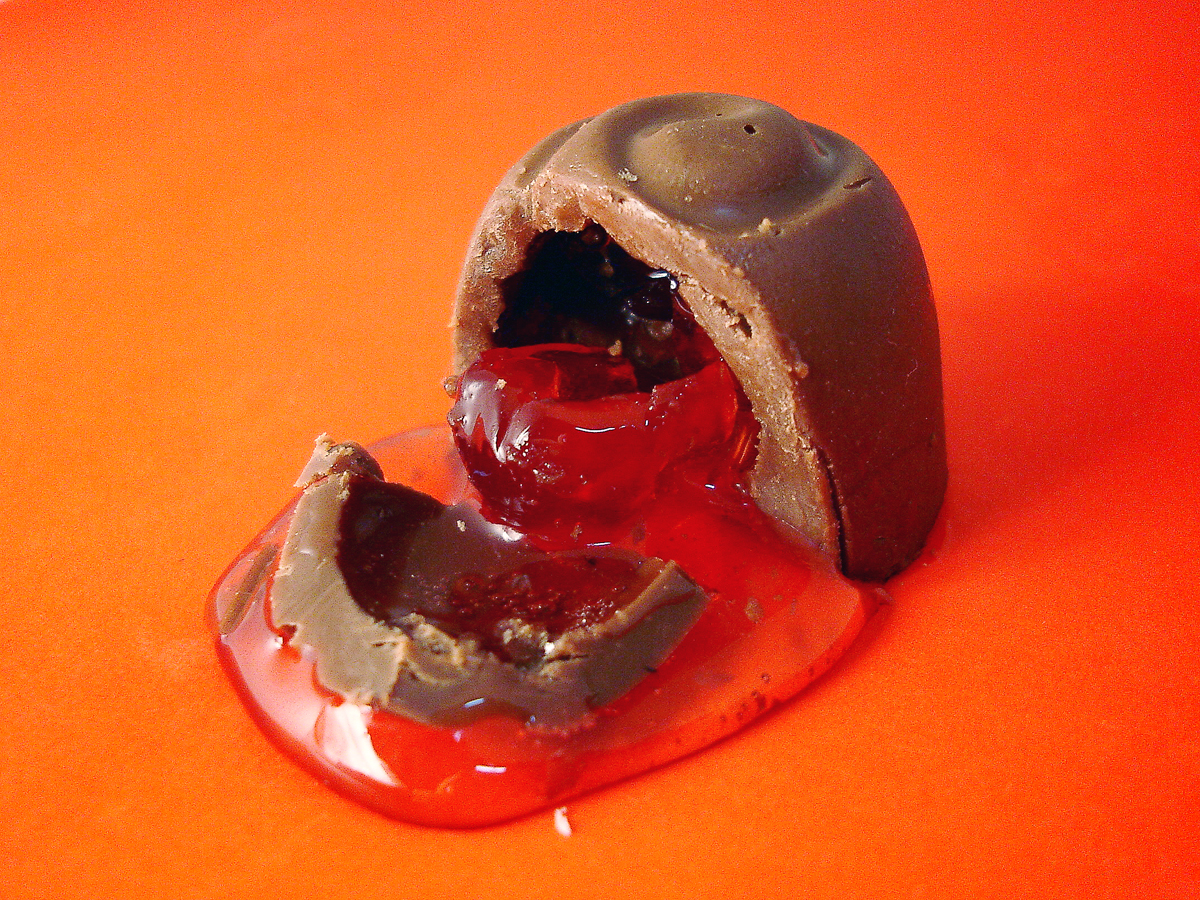
Un bombó farcit de licor i fruita confitada